# Theon von Smyrna
Theon von Smyrna (altgriechisch Θέων Théōn; † nach 132) war ein antiker griechischer Philosoph (Platoniker), Mathematiker und Astronom aus Smyrna (heute İzmir in der Türkei, Hafenstadt an der Ägäisküste). Er lebte unter Kaiser Hadrian.

## Identität
Die Identität des Philosophen Theon mit dem Mathematiker dieses Namens, den Klaudios Ptolemaios in seiner Syntaxis (Almagest) zitierte und den im 4. Jahrhundert Theon von Alexandria in seinem Almagestkommentar den „alten Theon“ nannte, wurde früher bezweifelt. Heute gilt sie jedoch als sehr wahrscheinlich. Ptolemaios erwähnt Theons Beobachtungen der Venus und des Merkur im Zeitraum 127–132. Ansonsten ist über Theons Leben nichts überliefert, doch ist sein Aussehen dank einer Büste bekannt, die sein gleichnamiger Sohn anfertigen ließ (heute in den Kapitolinischen Museen, Rom).

## Werke

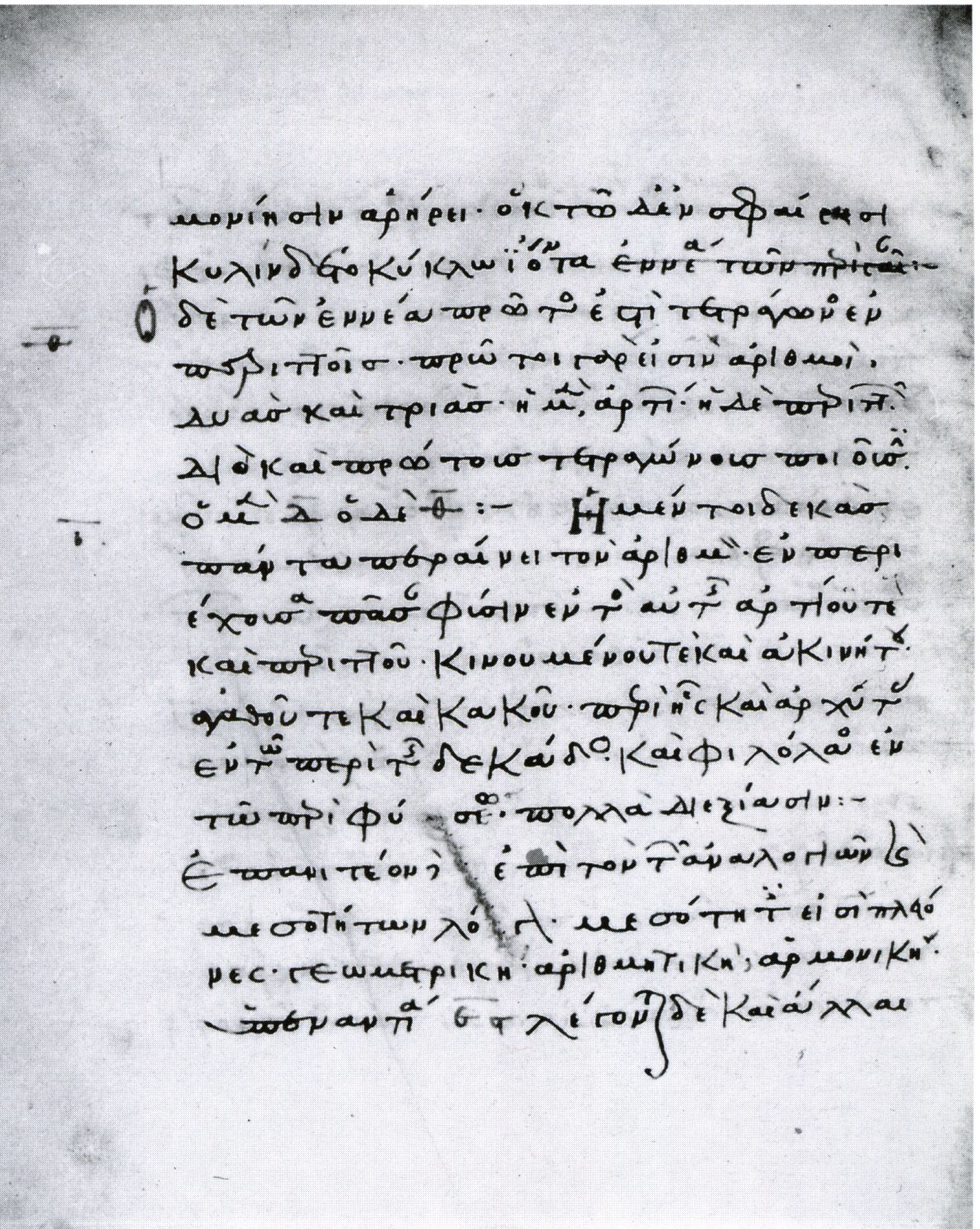
Eine Seite von Theons Schrift Das an mathematischem Wissen für die Lektüre Platons Nützliche in einer Handschrift des 12. Jahrhunderts aus dem Besitz von Kardinal Bessarion. Venedig, Biblioteca Nazionale Marciana, Gr. 307, fol. 98v

Von Theons Schriften ist nur eine erhalten, das Werk Das an mathematischem Wissen für die Lektüre Platons Nützliche. Es handelt sich um eine allgemeine Einführung in die Mathematik, die Musiktheorie und die Astronomie für die Bedürfnisse von Platon-Lesern. Sie enthält wertvolle Zitate aus verlorener älterer Literatur. Theon nennt zahlreiche Autoren, von denen er sein Wissen bezieht, und berichtet über ihre Auffassungen, wobei er oft Widersprüche stehen lässt, ohne sich um eine Bereinigung zu bemühen oder Stellung zu beziehen. Im ersten Teil behandelt er die Arithmetik und die Musik und geht ausführlich auf die pythagoreische Tetraktys ein. Im zweiten, umfangreicheren Teil befasst er sich mit der Astronomie. Zu den Themen gehören unter anderem Beweise für die Kugelgestalt der Erde, die Bestimmung des Erdumfangs, die Planetenbahnen und die Erklärung von Sonnen- und Mondfinsternissen. Auch auf die Sphärenharmonie geht Theon ein, doch fehlt eine wiederholt für den Schluss angekündigte gesonderte Behandlung dieses Themas, was zur Annahme Anlass gibt, dass das Werk unvollständig erhalten ist.
Daneben verfasste Theon noch zwei weitere Werke: einen Kommentar zu Platons Dialog Politeia, der nicht erhalten geblieben ist, und eine Schrift über die Reihenfolge, in der man die Werke Platons lesen soll, und über ihre Titel. Diese Schrift, wohl eine Einführung in Platons Werke, lag im 10. Jahrhundert dem Gelehrten ibn an-Nadīm vor, der sie in seinem kitāb al-Fihrist verwendete. Sie ist nur fragmentarisch in arabischer Übersetzung erhalten. Theon befasste sich in diesem Werk mit der Tetralogienordnung, der Einteilung von Platons Werken in Vierergruppen; vermutlich enthielt es auch eine Lebensbeschreibung Platons, aus der Passagen in arabischer Übersetzung überliefert sind.

## Philosophie
Theon vergleicht die Vertiefung in die platonische Philosophie mit von ihm angenommenen fünf Stufen der Einweihung in die Mysterien von Eleusis. Die erste Stufe ist die Reinigung; sie geschieht „von Kind auf“ durch Einübung der mathematischen Lehren, die auf die Philosophie vorbereiten (Propädeutik). Unter den „mathematischen Wissenschaften“ versteht Theon, Platons Ausführungen in der Politeia folgend, die Arithmetik, die Geometrie (das heißt Planimetrie), die Stereometrie, die Musiktheorie und die Astronomie. Die zweite Stufe, in den Mysterien der Empfang der Weihe, besteht im Platonismus in der Mitteilung der philosophischen Lehren Platons (Logik, politische Philosophie, Naturphilosophie). Der dritten Stufe der Mysterien, der „Schau“ (epopteía), entspricht bei den Platonikern die Beschäftigung mit den Ideen, die ebenfalls als eine Schau aufgefasst wird. Die vierte Stufe ist in den Mysterien das Anlegen der Kopfbinden und die Bekränzung, womit ausgedrückt wird, dass der Eingeweihte die empfangenen Weihen weitergeben kann. Ihr entspricht im Platonismus der Erwerb der Fähigkeit zum Lehren der Philosophie, wodurch anderen die Schau ermöglicht wird. Als fünfte und letzte Stufe ergibt sich sowohl in den Mysterien als auch in der Philosophie die Eudaimonie (Glückseligkeit). Sie wird in den Mysterien durch den nunmehr möglichen Umgang mit den Göttern erlangt, im Platonismus – wie es Theon mit einer Formulierung Platons ausdrückt – durch die „Angleichung an Gott, soweit sie möglich ist“. Theons Schema der Aufnahmeriten der Mysterien weicht allerdings vom tatsächlichen Ablauf in Eleusis ab.

## Mathematik

„Theons Leiter“

In seiner Schrift Das an mathematischem Wissen für die Lektüre Platons Nützliche beschreibt Theon ein mathematisches Verfahren, das zur Bestimmung des Verhältnisses von „Seitenzahlen“ und „Diagonalzahlen“, nämlich der Seite des Quadrats zu dessen Diagonale, geeignet ist. Zunächst legt er fest, dass die Einheit (1) als Ursprung aller Zahlen sowohl Seite als auch Diagonale ist. Damit kommt er auf den ersten Näherungswert: Seitenzahl 1 und Diagonalzahl ebenfalls 1. Dann nimmt er zwei Einheiten, eine Seite- und eine Diagonale-Einheit. Es wird eine neue Seite gebildet, indem man zu der Seite-Einheit die Diagonale-Einheit hinzufügt, und eine neue Diagonale, indem man zu der Diagonale-Einheit zweimal die Seite-Einheit hinzufügt: 1 + 1 = 2, 1 + 2 = 3. Die neue Seitenzahl ist somit 2, die neue Diagonalzahl 3. Für die nächste Seitenzahl werden die vorherige Seitenzahl und die vorherige Diagonalzahl addiert, also 2 + 3 = 5, und für die nächste Diagonalzahl die vorherige Diagonalzahl und zweimal die vorherige Seitenzahl, also 3 + 2 × 2 = 7.
Dieses Verfahren liefert eine Annäherung an {\displaystyle {\sqrt {2}}}, wenn jeweils die Diagonalzahl durch die zugehörige Seitenzahl dividiert wird. Die Quotienten {\displaystyle y_{n}/x_{n}} nähern sich dem Wert {\displaystyle {\sqrt {2}}}, indem sie abwechselnd eine Unter- und eine Obergrenze für die Wurzel liefern. Das Verfahren lässt sich leicht zur Berechnung von beliebigen Quadratwurzeln verallgemeinern. Es wird im Englischen „Theon's Ladder“ (Theons Leiter) genannt; jeder Quotient bildet eine Sprosse der „Leiter“.
Ausgangspunkt waren für Theon die Überlegungen Platons über die „Hochzeitszahl“ in der Politeia. Daran knüpfte später auch Proklos in seinem Kommentar zur Politeia an, wo er dasselbe Verfahren wie Theon anführt.
Theon beschreibt nur das Verfahren, bietet jedoch keinen Beweis.

## Astronomie
Theon erwähnt, dass er anhand von Platons Angaben ein Modell der Himmelssphären konstruiert hat. Er ist der Überzeugung, dass eine richtige astronomische Theorie nicht nur Berechnungen ermöglicht, die mit den Beobachtungsresultaten übereinstimmen, sondern auch die physikalische Realität wahrheitsgemäß wiedergibt. Beim Vergleich der babylonischen und ägyptischen Astronomie mit der griechischen weist er darauf hin, dass nur die griechische „Physiologie“ einschließe, also einen Bezug zwischen den Berechnungen und der physikalischen Basis der Astronomie herstelle.

## Rezeption
In der islamischen Welt war im Mittelalter Theons heute verlorenes Werk über die Reihenfolge, in der man die Werke Platons lesen soll, und über ihre Titel noch zugänglich. Es wurde im 10. Jahrhundert von ibn an-Nadīm und später von ibn al-Qifṭī (1172–1248) verwendet.
Nach Theon ist der Mondkrater Theon Senior benannt.

## Textausgaben und Übersetzungen
- Jean Dupuis (Hrsg.): Théon de Smyrne: Exposition des connaissances mathématiques utiles pour la lecture de Platon. Culture et civilisation, Bruxelles 1966 (Nachdruck der Ausgabe Paris 1892; griechischer Text und französische Übersetzung; online)
- Eduard Hiller (Hrsg.): Theonis Smyrnaei philosophi Platonici expositio rerum mathematicarum ad legendum Platonem utilium. Teubner, Stuttgart 1995, ISBN 3-519-01853-5 (Nachdruck der Ausgabe Leipzig 1878; kritische Edition ohne Übersetzung; online)
- Robert Lawlor, Deborah Lawlor (Übersetzer): Theon of Smyrna, Mathematics Useful for Understanding Plato. Wizards Bookshelf, San Diego 1979 (englische Übersetzung)
- Kai Brodersen (Hrsg.): Mathematik für die Platonlektüre, altgriechisch und deutsch, Wissenschaftliche Buchgesellschaft, Darmstadt 2021[10], ISBN 978-3-534-27334-8.